# Olimpiai Stadion (Berlin)
Az Olympiastadion stadion Berlinben, melyet az 1936-os nyári olimpiára építettek. Az stadion ma a Hertha BSC labdarúgóklub otthona. Az 1974-es és a 2006-os labdarúgó-világbajnokság egyik helyszíne.

## Története
A helyszínen eredetileg két stadion állt, az egyiket az első világháború miatt törölt 1916-os nyári olimpiára építettek.
A jelenlegi stadiont, amelyet a hatalmas Olympischer Platz vesz körül, az 1936-os nyári olimpiára építették. Azóta egyszer átépítették, a 2006-os futball világbajnokságra pedig felújították. A második világháborúban alig szenvedett károkat, bár 1945 májusában a birtoklásáért nagy harc folyt a Vörös Hadsereg és a németek közt, amelyben a gyerekkatonákból verbuvált Hitlerjugend 2000 tagja halt meg.
A stadion szomszédságában építtette meg Adolf Hitler a Maifeldet, a 250 ezer nézőt befogadni képes hatalmas gyepes mezőt, ahol a Harmadik Birodalom május 1-jei gimnasztikai bemutatóit tartották.
Az Olympiastadion eredeti befogadóképessége 110 ezer ember volt. Volt egy VIP szektora, ahol Hitler és meghívottjai foglalhattak helyet.
A stadion ma is magán viseli a nácik építkezésének nyomait. Miután kiderült, hogy ez lesz a 2006-os világbajnokság döntőjének helyszíne, ez némi vitát is gerjesztett. „A történelem, az épületek totalitása itt van. A náci látkép nem tűnt el teljesen” – mondta Huenter Gebauer sportszociológus. „Erődhöz illő tornyok állnak itt, és amikor az emberek idejönnek, azt fogják kérdezni, hol ült a Führer.” A felújított stadion megnyitóján Otto Schily akkori német belügyminiszter is elismerte, hogy a stadion rossz emlékeket is felébreszthet, de hozzátette: „2006-ban a világ egy modern, demokratikus és nyitott Németországra fog tekinteni.”
2002. január 9-én, a felújítás közben a munkások egy ülés alatt második világháborús bombára bukkantak, amit a berlini rendőrség a stadionon kívül felrobbantott.

## Az 1936-os olimpia
A stadiont 1936. augusztus 1-jén Adolf Hitler nyitotta meg és Fritz Schilgen atléta gyújtotta meg az olimpiai lángot.
A lángot először az amszterdami olimpián gyújtották meg 1928-ban, de Berlin vezette be az olimpiai fáklya maratonszerű körútját. A láng 3000 kilométert utazott Berlinig, hat határon áthaladva, Görögországon, Bulgárián, Jugoszlávián, Magyarországon, Csehszlovákián, Ausztrián és Németországon keresztül. A fáklya ötlete Carl Diemtől származott.
Az olimpia eseményeire négymillió jegyet adtak el. Ez volt az első, televízión közvetített olimpia: Berlinben 25 óriási képernyőt helyeztek ki. Az eseményt 28 nyelven közvetítették rádión.
Az olimpia egyik legemlékezetesebb eseménye az amerikai Jesse Owens, egy feketebőrű rabszolga unokája négy aranyérmet nyert.

## 2006: Itt játszott mérkőzések
| FIFA nap           | Meccsszám | Forduló           | Csapat 1    |     | Csapat 2      | Cél              |
| ------------------ | --------- | ----------------- | ----------- | --- | ------------- | ---------------- |
| Június 13., kedd   | 11        | Csoportmérkőzések | Brazília    | Vs. | Horvátország  | 16 közé jutás    |
| Június 15., csüt.  | 20        | Csoportmérkőzések | Svédország  | Vs. | Paraguay      | 16 közé jutás    |
| Június 20., kedd   | 33        | Csoportmérkőzések | Ecuador     | Vs. | Németország   | 16 közé jutás    |
| Június 23., péntek | 48        | Csoportmérkőzések | Ukrajna     | Vs. | Tunézia       | 16 közé jutás    |
| Június 30., péntek | 57        | Negyeddöntők      | Németország | Vs. | Argentína     | Elődöntő         |
| Július 9., vas.    | 64        | Döntő             | Olaszország | Vs. | Franciaország | Világbajnoki cím |